# Zamek w Vadstenie
Zamek w Vadstenie – jeden z 12 charakterystycznych renesansowych zamków wzniesionych w Szwecji w epoce Wazów (tzw. Vasaslotten), zbudowany pod kierunkiem flamandzkiego architekta Arendta de Roy w Vadstena w połowie XVI wieku w celu obrony Sztokholmu przed Duńczykami. Stanowił rezydencję dla księcia Magnusa - trzeciego syna Gustawa Wazy. 
Część bogatego wyposażenia, utraconą w wyniku pożaru jeszcze podczas budowy, zastąpiono malowidłami iluzjonistycznymi. W XVII w. popadł w ruinę, a w 1719 utracił status rezydencji królewskiej, od 1899 stanowi siedzibę archiwum prowincji Östergötland, po długiej debacie odrestaurowany łącznie z murami obronnymi dopiero pod koniec XX w.